# Henry Lee Fest
Henry Lee Fest je hudební festival, který se od roku 2013 koná v Brně. Jeho název pochází z postavy jménem Henry Lee z písní australského hudebníka Nicka Cavea. Jeho první ročník se konal dne 14. září 2013 v tovární hale Zbrojovka a mezi vystupujícími byli například české skupiny Našrot, The Plastic People of the Universe, My Dead Cat a Please The Trees, německé duo Noblesse Oblige či německý diskžokej Steve Morell.
Druhý ročník proběhl 27. září 2014 opět v tovární hale Zbrojovka a vystoupil na něm Caveův spolupracovník Mick Harvey spolu s německou skupinou The Ministry of Wolves. Dále zde vystoupili Mikoláš Chadima či Vladimír Mišík.
Na třetím ročníku, který se konal 17. října 2015 v brněnském industriálním areálu Malá Amerika, se představila Lydia Lunch z USA, Dunajská vlna, Voodooyoudo, PZH, Vítrholc, Finally a Band Of HEysek.